# CYP2A13
CYP2A13‏ (Cytochrome P450 family 2 subfamily A member 13) هوَ بروتين يُشَفر بواسطة جين CYP2A13 في الإنسان.